# Dino Fekaris
Dino Fekaris (Pittsburgh, 24 gennaio 1945) è un produttore discografico e cantautore britannico.
Prevalentemente attivo tra gli anni settanta e gli anni ottanta, è noto principalmente per aver scritto nel 1978, assieme a Freddie Perren, il brano I Will Survive interpretato da Gloria Gaynor. Venne nominato cinque volte per il Grammy Award, vincendo come produttore l'edizione del 1980 nella categoria miglior canzone disco, unico anno in cui venne assegnato il premio per questa categoria.

## Biografia
Frequentò la Wayne State University di Detroit e divenne membro della Delta Chi. Si unì all'etichetta discografica Motown alla fine degli anni sessanta come autore e produttore. Dalla seconda metà degli anni sessanta collaborò con Nick Zesses, con cui scrisse diversi brani tra cui I Just Want to Celebrate e Hey Big Brother per i Rare Earth e altri per i Matrix e per The Naturals. Negli anni successivi scrisse assieme a Zesses e Tom Baird il brano Love me interpretato da Diana Ross.
A metà degli anni settanta venne licenziato dalla Motown e nel 1978 scrisse assieme a Freddie Perren il brano I Will Survive, interpretato da Gloria Gaynor. Assieme a Perren scrisse altri brani, tra cui Shake Your Groove Thing, I Pledge My Love e Reunited per i Peaches & Herb, She Don't Let Nobody (But Me) per Curtis Mayfield e Makin' It per David Naughton.